# Spinipalpa zwicki
Spinipalpa zwicki là một loài bướm đêm trong họ Noctuidae.